# Solze
Solze so kaplje slane tekočine, ki se stalno izloča iz solznih žlez v kotičkih očesa. S konstantnim mežikanjem vek se solze enakomerno razporedijo po površini zrkla in tako ustvarjajo tekočinsko "zaščitno prevleko". 
Ta tekočina je tudi rezultat čustvenega stanja, kot na primer žalosti, sreče... Ob takšnih situacijah se solze izločajo v večjih količinah. Temu pojavu pravimo jok. Izločanje solz povzročijo sproščene mišice pri arkadi ter sencih glave.
Kemijska sestava solz je odvisna od čustev. Solze, potočene zaradi čustvenih pretresov, vsebujejo 24 odstotkov več beljakovin. Z jokanjem iz telesa izločamo "strupene" odvečne snovi. Če ne jokamo, ali se branimo jokati, se te snovi kopičijo v telesu, zato imamo večjo možnost obolenja. Ljudje, ki ne jokajo, tudi prej umirajo. Zato pravijo, da imajo solze zdravilni učinek. 
Poleg tega pa tudi zmanjšujejo psihični napor, saj imamo po joku občutek, da smo del bremena spravili iz sebe s solzami.